# Harald Sulzbacher
Harald Sulzbacher  (* 7. August 1965 in Korneuburg) ist ein österreichischer Jazz-Pianist, Keyboarder, Komponist und Musikproduzent.

## Leben

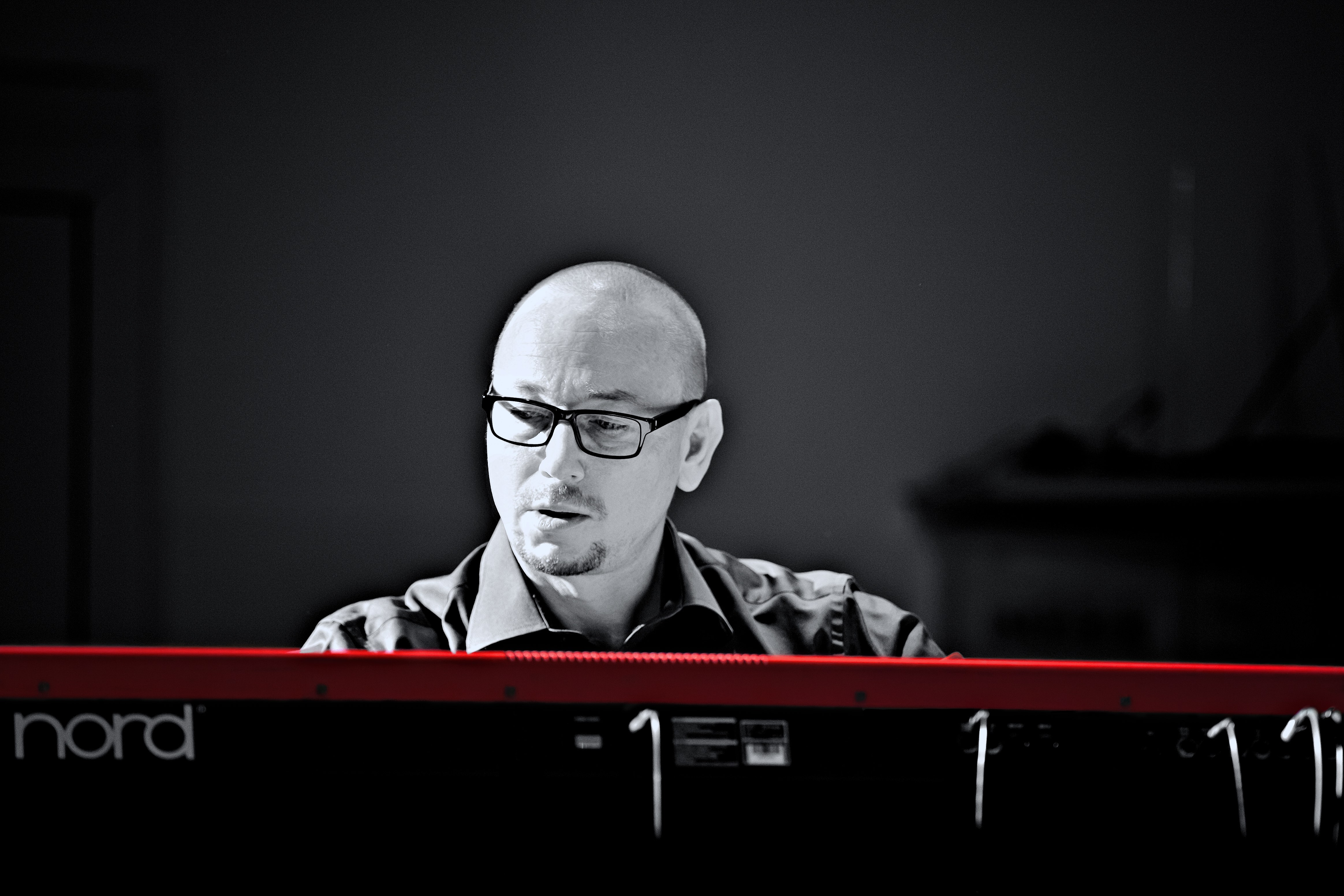
Harald Sulzbacher am Keyboard

Sulzbacher studierte am Konservatorium der Stadt Wien beim Friedrich-Gulda-Schüler Roland Batik und bei Rudi Wilfer Jazz-Klavier.
Während und nach seinem Studium spielte er in zahlreichen Bands. Unter anderem bei Shlomit Butbul, Yitka Woodhams, Sandra Pires sowie bei mehreren Instrumentalformationen.
Gemeinsam mit dem Schlagzeuger Thomas Lang begann er Anfang der 90er Jahre Popsongs für verschiedene Interpreten zu schreiben.
Im Zuge seiner Tätigkeit als Werbemusikproduzent lernte er etwa zur gleichen Zeit seinen langjährigen Partner, den Bassisten und Tontechniker Stephan Kolber, kennen. Mit ihm zusammen schrieb er über 100 Songs und gründete 1996 die Musikproduktionsfirma GOSH! Productions. Ein Exklusivvertrag als Komponisten mit dem Verlag Warner/Chappell Music war das Resultat dieser Zusammenarbeit.
Mit der Popgruppe Blondes Have More Fun landete das Duo Sulzbacher/Kolber einen Hit, der im österreichischen Radio zum meistgespielten Popsong des Jahres wurde.
2004 gelang mit Redd Angel und dem Titel I´m Sorry eine Chartplatzierung in Südafrika.
Zusätzlich zur Umbenennung der Firma in gosh!audio wurde ein Tonstudiokomplex in Wien eröffnet, in welchem u. a. schon Österreichs Popstar Nummer 1, Christina Stürmer, ihre Alben aufnahm.
Harald Sulzbacher ist jetzt als Keyboarder, Komponist und Musikproduzent im eigenen Studio tätig, wobei u. a. zahlreiche Werbejingles, Corporate Sounds für Firmen und Musikproduktionen entstanden sind. Weiterhin wirkte er bei der TV Show Starmania unter der Leitung des Falco-Keyboarders Thomas Rabitsch mit.